# Tonia Tisdell
Tonia Tisdell (Monrovia, 20 marzo 1992) è un calciatore liberiano, centrocampista svincolato.

## Carriera

### Nazionale
Conta 16 presenze con la nazionale liberiana.

## Statistiche

### Cronologia presenze e reti in nazionale
Aggiornato al 5 giugno 2023

| Cronologia completa delle presenze e delle reti in nazionale ― Liberia | Cronologia completa delle presenze e delle reti in nazionale ― Liberia | Cronologia completa delle presenze e delle reti in nazionale ― Liberia | Cronologia completa delle presenze e delle reti in nazionale ― Liberia | Cronologia completa delle presenze e delle reti in nazionale ― Liberia | Cronologia completa delle presenze e delle reti in nazionale ― Liberia | Cronologia completa delle presenze e delle reti in nazionale ― Liberia | Cronologia completa delle presenze e delle reti in nazionale ― Liberia |
| Data                                                                   | Città                                                                  | In casa                                                                | Risultato                                                              | Ospiti                                                                 | Competizione                                                           | Reti                                                                   | Note                                                                   |
| ---------------------------------------------------------------------- | ---------------------------------------------------------------------- | ---------------------------------------------------------------------- | ---------------------------------------------------------------------- | ---------------------------------------------------------------------- | ---------------------------------------------------------------------- | ---------------------------------------------------------------------- | ---------------------------------------------------------------------- |
| 8-9-2012                                                               | Monrovia                                                               | Liberia                                                                | 2 – 2                                                                  | Nigeria                                                                | Qual. Coppa d'Africa 2013                                              | -                                                                      |                                                                        |
| 13-10-2012                                                             | Abuja                                                                  | Nigeria                                                                | 6 – 1                                                                  | Liberia                                                                | Qual. Coppa d'Africa 2013                                              | -                                                                      |                                                                        |
| 24-3-2013                                                              | Monrovia                                                               | Liberia                                                                | 2 – 0                                                                  | Uganda                                                                 | Qual. Mondiali 2014                                                    | -                                                                      | 86’                                                                    |
| 8-6-2013                                                               | Kampala                                                                | Uganda                                                                 | 1 – 0                                                                  | Liberia                                                                | Qual. Mondiali 2014                                                    | -                                                                      | 60’                                                                    |
| 16-6-2013                                                              | Monrovia                                                               | Liberia                                                                | 0 – 2                                                                  | Senegal                                                                | Qual. Mondiali 2014                                                    | -                                                                      | 57’                                                                    |
| 13-11-2015                                                             | Monrovia                                                               | Liberia                                                                | 0 – 1                                                                  | Costa d'Avorio                                                         | Qual. Mondiali 2018                                                    | -                                                                      | 63’                                                                    |
| 17-11-2015                                                             | Abidjan                                                                | Costa d'Avorio                                                         | 3 – 0                                                                  | Liberia                                                                | Qual. Mondiali 2018                                                    | -                                                                      | 67’                                                                    |
| 5-6-2016                                                               | Monrovia                                                               | Liberia                                                                | 2 – 2                                                                  | Togo                                                                   | Qual. Coppa d'Africa 2017                                              | -                                                                      | 86’                                                                    |
| 9-9-2018                                                               | Monrovia                                                               | Liberia                                                                | 1 – 1                                                                  | RD del Congo                                                           | Qual. Coppa d'Africa 2019                                              | -                                                                      | 58’                                                                    |
| 18-11-2018                                                             | Monrovia                                                               | Liberia                                                                | 1 – 0                                                                  | Zimbabwe                                                               | Qual. Coppa d'Africa 2019                                              | -                                                                      |                                                                        |
| 24-3-2019                                                              | Kinshasa                                                               | RD del Congo                                                           | 1 – 0                                                                  | Liberia                                                                | Qual. Coppa d'Africa 2019                                              | -                                                                      | 53’                                                                    |
| 26-3-2019                                                              | Abidjan                                                                | Costa d'Avorio                                                         | 1 – 0                                                                  | Liberia                                                                | Amichevole                                                             | -                                                                      |                                                                        |
| 4-9-2019                                                               | Monrovia                                                               | Liberia                                                                | 3 – 1                                                                  | Sierra Leone                                                           | Qual. Mondiali 2022                                                    | -                                                                      | 71’                                                                    |
| 24-3-2023                                                              | Soweto                                                                 | Sudafrica                                                              | 2 – 2                                                                  | Liberia                                                                | Qual. Coppa d'Africa 2023                                              | 1                                                                      | 68’                                                                    |
| 28-3-2023                                                              | Monrovia                                                               | Liberia                                                                | 1 – 2                                                                  | Sudafrica                                                              | Qual. Coppa d'Africa 2023                                              | -                                                                      | 45’                                                                    |
| Totale                                                                 |                                                                        | Presenze                                                               | 15                                                                     |                                                                        | Reti                                                                   | 1                                                                      |                                                                        |

## Palmarès

### Club

#### Competizioni nazionali
- TFF 1. Lig: 1

Denizlispor: 2018-2019